# Edward River (vattendrag i Australien, Queensland)
Edward River är ett vattendrag i Australien. Det ligger i delstaten Queensland, omkring 1 800 kilometer nordväst om delstatshuvudstaden Brisbane.
Omgivningarna runt Edward River är huvudsakligen savann. Trakten runt Edward River är nära nog obefolkad, med mindre än två invånare per kvadratkilometer. Savannklimat råder i trakten. Genomsnittlig årsnederbörd är 1 641 millimeter. Den regnigaste månaden är februari, med i genomsnitt 499 mm nederbörd, och den torraste är augusti, med 1 mm nederbörd.